# Flughafen Kristianstad

i7
i11
i13
Der Flughafen Kristianstad (IATA-Code: KID, ICAO-Code: ESMK) ist ein Flughafen in der Provinz Skåne län im Süden Schwedens und liegt rund 14 Kilometer südwestlich von Kristianstad. Der Flughafen wird von der Kristianstad Airport AB betrieben. Die Betreiberin vermarktet den Flughafen unter dem Namen Kristianstad Österlen Airport. Der Flughafen ist mit einer 2215 Meter lange Start- und Landebahn mit der Ausrichtung 01/19 ausgestattet und wurde im Jahr 2016 von rund 30.000 Passagieren benutzt.